# Witold Zakrzewski (malarz)
Witold Zakrzewski (ur. 1962 w Rzeszowie) – malarz, grafik, kurator wystaw.
Ukończył studia w Państwowej Wyższej Szkole Sztuk Plastycznych w Poznaniu (obecnie Uniwersytet Artystyczny im. Magdaleny Abakanowicz w Poznaniu) na Wydziale Wychowania Plastycznego oraz później na Wydziale Malarstwa, Grafiki i Rzeźby. W 1986 roku obronił pracę magisterską u prof. Mariana Golki z dziedziny socjologii sztuki Drugi obieg w sztuce w 1985 roku w Poznaniu, jednocześnie studiując filozofię na Uniwersytecie im. Adama Mickiewicza. Dyplom z malarstwa Stadia erotyki bezpośredniej czyli erotyka muzyczna uzyskał w pracowni malarstwa prof. Norberta Skupniewicza w roku 1988.
Nawiązał współpracę z Alma-Artem przy organizacji Festiwalu Studenckiego Fama 1988 i 1989. Prowadzi działalność projektową, działalność społeczną i uprawia malarstwo sztalugowe. W 1996 roku zawiązał Ośrodek Sztuki Aktualnej - nieformalną organizację na rzecz promocji wśród młodzieży z poznańskich szkół sztuki artystów z Poznania. W latach 2001–2006 pełni funkcję prezesa Okręgu Poznańskiego Związku Polskich Artystów Plastyków. Razem z Klubem Galerią ZAK zainicjował w 2002 roku Kamienicę Artystyczną w Poznaniu. Założyciel i pomysłodawca Galerii Szyperska, Traktu Galeryjnego w Poznaniu, Biennale "Środowisko Sztuki", Multimedialnego Katalogu Artystów Poznania i Wielkopolski. Kurator wielu wystaw, konsultant i kurator Galerii DigiTouch w Berlinie. Od 2006 roku prezes zarządu Ekologicznego Stowarzyszenia Środowisk Twórczych EKOART. Inicjuje cykl corocznych Przeglądów Środowiska EKOART od 2008 roku i we współpracy z Ogrodem Botanicznym UAM w Poznaniu warsztaty plenerowe. W 2013 roku zakłada Galerię Sztuki Rozruch w Jeżyckim Centrum Kultury w Poznaniu. Od 2014 roku realizuje cykl autorskich działań dla seniorów Warsztaty Portretowe w Galerii Sztuki Rozruch, Fundacji ARS, Fundacji Skalar Office, Klubie Rondo, Poznańskiej Akademii Senioralnej. Od 2020 redaktor graficzny (z Edytą Kulczak) Wielkopolskiego Widnokręgu, internetowego periodyku kulturalnego.
Odznaczony oznaką „Zasłużony Działacz Kultury”.

## Ważniejsze wystawy i przedsięwzięcia
Aula ASP w Poznaniu (Dyplom) – 1986, FAMA (Świnoujście) – 1988, 1989, Wystawa zbiorowa Środowiska Poznańskiego (Hannower) – 1991, Salon 1996 (Poznań), Misja Sztuki Richard Demarco (Chorwacja) – 1997, Paleta Erosa (Poznań) – 1997, Galeria Visby (Gotlandia) – 1998, Salon Sztuki'99 (Poznań) – 1999, Blue Note (Poznań) - 2000, I Biennale Środowisko Sztuki - 2003, Frankfurt, Berlin, Taranto (performance) – 2003, Crispiano - 2004, II Biennale Środowisko Sztuki - 2005, Cores da Vida, cykl wystaw w Portugalii - 2007, Bonta e Belezza (Watykan), Przestrzeń Natury - Przestrzeń Sztuki (Poznań) – 2008, Ogród Botaniczny - Ogród Sztuki (Poznań) – 2009, Ekocity (Poznań), Studio Sienko (Londyn) – 2010, Aviator (Warszawa) – 2011. 
Kurator wystaw I i II Biennale Środowisko Sztuki w Poznaniu, cyklu wystaw Stowarzyszenia Ekoart, w Galerii Sztuki Rozruch. 
W latach 2006–2010 praca przy renowacji Kościoła w Markowicach, projekty i realizacji polichromii przedstawiających bł. Jana Pawła II, bł. O. Józefa Cebuli i św. E. de Mazenod.
Praca w wielu firmach i agencjach reklamowych, m.in. JUST, Elektromis, US West, ZOOM. Współpracuje z Agencja Wydawniczą Digitouch.